# Flight 104
"Flight 104" is de 22e aflevering van de televisieserie Captain Scarlet and the Mysterons, een sciencefictionserie waarin gebruikgemaakt wordt van de poppenspeltechniek supermarionation. De aflevering werd voor het eerst uitgezonden op ATV Midlands in Engeland op 1 maart 1968. Qua productievolgorde was dit echter de 25e aflevering.

## Verhaal
Scarlet en Blue verblijven in het Adelphi Hotel met Dr. Conrad, een belangrijke astrofysicus. Op de gang van hun kamer discussiëren een journalist en zijn cameraman, Joe, over hoe hun redacteur steeds ongeduldiger wordt voor een groots verhaal. Joe weet zeker dat Conrad in het hotel is en vraagt zich af waarom diens medewerkers beweren dat hij met een belangrijk onderzoek bezig was. De fotograaf probeert een foto van Dr. Conrad te maken, maar Blue stoot de camera uit zijn handen en beweerde dat het een ongeluk was. De journalist beveelt Joe uit te zoeken wat er gaande is.
Joe koopt een ober om zodat hij een uniform krijgt en roomservice kan geven aan Scarlet en Blue. De kapiteins laten zich niet om de tuin leiden door zijn vermomming en Scarlet weet dat de fotograaf foto’s heeft gemaakt met een verborgen camera. Zodra Joe en de journalist de film bekijken blijkt echter dat Scarlet zichzelf onherkenbaar heeft gemaakt met een verborgen apparaat. Dit maakt de twee nog nieuwsgieriger.
Via een radiobericht laten de Mysterons weten dat ze een topgeheime conferentie in Lake Toma, Zwitserland, zullen saboteren. Colonel White weet dat bij deze bijeenkomst de President van de Wereld samen met enkele wetenschappers en adviseurs zal vergaderen over een mogelijke terugkeer naar Mars. Dr. Conrad is een van de aanwezigen, en Scarlet en Blue moeten hem beschermen op zijn reis naar de luchthaven van Genève.
Scarlet, Blue en Conrad rijden naar de luchthaven van Novena, gevolgd door Joe en de journalist. Scarlet vertelt de dokter dat ze om niet op te vallen een gewoon vliegtuig zullen gebruiken in plaats van een Spectrum transportvliegtuig. Ze hebben echter wel alle andere stoelen in het vliegtuig, vlucht 104, laten boeken onder andere namen zodat ze het hele vliegtuig voor zich alleen hebben. In Novena wordt het drietal opgewacht door het hoofd van de luchthavenbeveiliging, Bill Williams, die zeker weet dat de piloten geen vraagtekens zullen zetten bij de lege stoelen omdat het toch laagseizoen is.
Joe en de journalist proberen kaartjes voor vlucht 104 te boeken, en krijgen tot hun verbazing te horen dat het vliegtuig vol is. Terwijl de mannen vragen of er misschien een paar lastminuteafzeggingen zijn, komt Captain Black het gebouw binnen en betreedt een ruimte voor het personeel.
De luchthavenreceptie belt Williams om de aanwezigheid van Joe en de journalist te melden. Scarlet en Blue staan toe dat de twee kaartjes krijgen zodat ze niet hun huidige bevindingen zullen rapporteren. Terwijl vlucht 104 naar de startbaan taxiet, vragen Joe en de journalist zich af waarom ze zoveel moeite moesten doen voor hun kaartjes terwijl het vliegtuig bijna leeg is. Black houdt het vliegtuig in de gaten via een verrekijker.
Het personeel van Novena vindt tot hun schrik de crew van vlucht 104 verdoofd in een opslagruimte. Terwijl het vliegtuig hoogte maakt onder invloed van de Mysterons, belt Williams Colonel White met het verontrustende nieuws. Vlucht 104 is gekaapt door de Mysterons.
Joe meldt Scarlet dat hij nergens een stewardess kan vinden. De passagiers worden achterdochtig wanneer het vliegtuig boven de alpen last krijgt van turbulentie zonder dat de piloot dit meldt. De Angeljets worden gelanceerd en Destiny bevestigt dat Vlucht 104 onbemand is. De spectrumofficieren breken de deur van de cockpit open, en ontdekken tot hun schrik dat de Mysterons het vliegtuig laten dalen.
Scarlet en Blue proberen het vliegtuig op te laten trekken, maar de invloed van de Mysterons is te sterk. Net voor de grond zorgt de hoogspanning van een elektriciteitscentrale er echter voor dat de Mysteroncontrole wordt verbroken, en de Spectrumofficieren kunnen het nu besturen.
Scarlet en Blue zetten een koers uit naar Genève, maar het landingsgestel weigert dienst. Blue vreest dat een kogel uit zijn pistool het circuit heeft beschadigt. Scarlet laat Blue iedereen naar de achterkant van het vliegtuig brengen voor een noodlanding. Het vliegtuig komt bij de landing met een schok tot stilstand tegen een bunker. De vier mannen achterin zijn niet gewond, maar Scarlet wel. Scarlet geneest echter voordat de journalist en Joe hem te zien krijgen. De twee zijn zeer verbaasd over hoe deze noodlanding totaal geen slachtoffers heeft veroorzaakt, en weten zeker dat dit het grote nieuws is waar hun redacteur al zo lang op wacht.

## Rolverdeling

### Reguliere stemacteurs
- Captain Scarlet — Francis Matthews
- Captain Blue — Ed Bishop
- Colonel White — Donald Gray
- Lieutenant Green — Cy Grant
- Captain Ochre — Jeremy Wilkin
- Destiny Angel — Liz Morgan
- Stem van de Mysterons — Donald Gray

### Gastrollen
- Dr. Conrad — David Healy
- Journalist — Jeremy Wilkin
- Joe — Gary Files
- Bill Williams — Martin King
- Vluchthavenreceptionist — Gary Files
- Luchthaven omroeper — Liz Morgan

## Fouten
- Wanneer Destiny meldt dat het vliegtuig niet reageert op Scarlet en Blue, praat ze met de stem van Rhapsody Angel.

## Trivia
- Het beeldmateriaal van de ambulances en brandweerwagens die uitrukken op het vliegveld is afkomstig uit de Thunderbirdsaflevering “Trapped in the Sky”.